# Dero
Stephan Musiol, dit Dero (appelé aussi Dero Goi) est un chanteur allemand, né le 16 avril 1970 à Wolfsburg (Allemagne)
Il a été, de 1989 à 2021, le chanteur du groupe de metal industriel allemand Oomph!. Il était aussi le batteur studio, compositeur, parolier et le chanteur de la plupart des morceaux du trio germanique.

## Biographie
Dero est né et a grandi à Wolfsburg avec Crap, un des membres de OOMPH!. Ils rencontrent le troisième membre du groupe, Flux, pendant un festival : ils se découvrent un intérêt commun pour la musique et décide de fonder un groupe qui sera un mélange entre rock et musique électronique. Dero, Crap et Flux fondent alors Cunning Toy mais abandonnent rapidement pour fonder OOMPH!. Durant leurs premiers concerts, ils étaient seulement trois sur scène, s'ajoutèrent un peu plus tard Leo, le batteur live et Tobi, l'ancien bassiste live. Ce dernier fut remplacé par Hagen en 2004.
Avant de faire partie du groupe, son père le faisait chanter du Elvis Presley de force quand il était petit. Il a étudié la psychologie.
Le meilleur souvenir de Dero dans le groupe est d´avoir chanté avec Nina Hagen, puis le concert qu´il a donné aux Eurockéennes de Belfort (en 2000) avec Nine Inch Nails, Alanis Morissette, Muse et Eurythmics.
Ses influences sont pour le moins diverses : Frank Sinatra, The Cure, Tool, Killing Joke, Nine Inch Nails, Einstürzende Neubauten, AC/DC, Depeche Mode, Korn, Motörhead, Extrabreit, Kraftwerk, The beatles, Elvis Presley, ABBA et Karl Orff. Pour Dero, la musique est un élixir de vie qui lui est indispensable.
Le 30 septembre 2021, Dero quitte définitivement le groupe Oomph. Flux et Crap, les deux autres membres, continueront de faire vivre le groupe sans lui, ont ils annoncé sur les réseaux sociaux.

## Apparence
Dero a les cheveux châtain foncé et les yeux noisette. Il est plutôt grand (environ 1,85 m). Il a deux piercings, un au nez et un autre au labret. Il avait également un piercing à l’arcade qu'il a enlevé après l'album Plastik. Il a aussi des tatouages sur les bras et sur le torse. En 1995, il arborait une tête rasée avec seulement deux bandes de cheveux au sommet du crâne. Quand ses cheveux on atteint une longueur acceptable en 1999, il a commencé à se faire des « pics » sur la tête et en 2004, il commence à porter de l'eye liner.